# Parodontophora diegoensis
Parodontophora diegoensis är en rundmaskart som först beskrevs av Allgen 1951.  Parodontophora diegoensis ingår i släktet Parodontophora och familjen Axonolaimidae. Inga underarter finns listade i Catalogue of Life.